# Sent Vincenç (Alta Garona)
Sent Vincenç (occità Saint-Vincent) és un municipi francès situat al departament de l'Alta Garona i a la regió d'Occitània.